# 稲葉村 (栃木県)
稲葉村（いなばむら）は栃木県の中南部、下都賀郡に属していた村である。

## 地理
- 河川 - 思川、黒川

## 歴史
- 1889年（明治22年）4月1日 町村制施行により、上稲葉村、下稲葉村、羽生田村、福和田村、七ッ石村が合併し下都賀郡稲葉村が成立する。
- 1954年（昭和29年）11月3日 壬生町と合併し、新設された壬生町となる。